# قائمة الأرقام القياسية في بطولة العالم للسباحة للصم
الأرقام القياسية لبطولات العالم للصم في السباحة هي أسرع الأداءات على الإطلاق للرياضيين الصم في أي نسخة من البطولة، والتي تعترف بها وتصادق عليها اللجنة الدولية لرياضة الصم والاتحاد الدولي للسباحة.
جميع الأوقات هي في مسبح طويل (50 متر). تم تسجيل جميع الأرقام القياسية في النهائيات ما لم يُذكر خلاف ذلك.

## رجال
| الحدث                 | الوقت    |                         | الاسم                                                             | البلد            | التاريخ       | اللقاء                    | الموقع                        | المرجع        |
| --------------------- | -------- | ----------------------- | ----------------------------------------------------------------- | ---------------- | ------------- | ------------------------- | ----------------------------- | ------------- |
| 50 متر حرة            | 23.19    |                         | إيليا سلطانوف                                                     | أوكرانيا         | 19 أغسطس 2023 | بطولة العالم السادسة للصم | بوينس آيرس، الأرجنتين         | [ 1 ]         |
| 100 متر حرة           | 51.42    | r, رقم قياسي عالمي للصم | ماركوس تيتوس                                                      | الولايات المتحدة | 9 أغسطس 2011  | بطولة العالم الثالثة للصم | قلمرية، البرتغال              | [ 2 ]         |
| 200 متر حرة           | 1:53.40  |                         | لوكا جيرمانو                                                      | إيطاليا          | 7 أغسطس 2011  | بطولة العالم الثالثة للصم | قلمرية، البرتغال              | [ 3 ] [ 4 ]   |
| 400 متر حرة           | 4:03.09  |                         | لوكا جيرمانو                                                      | إيطاليا          | 13 أغسطس 2011 | بطولة العالم الثالثة للصم | قلمرية، البرتغال              | [ 5 ] [ 6 ]   |
| 800 متر حرة           | 8:27.85  |                         | فيديريكو تامبورينو                                                | إيطاليا          | 17 أغسطس 2023 | بطولة العالم السادسة للصم | بوينس آيرس، الأرجنتين         | [ 7 ]         |
| 1500 متر حرة          | 16:08.92 |                         | ساتوي فوجيوارا                                                    | اليابان          | 31 أغسطس 2019 | بطولة العالم الخامسة للصم | ساو باولو، البرازيل           | [ 8 ]         |
| 50 متر ظهر            | 26.80    |                         | لارس كوخمان                                                       | ألمانيا          | 26 أغسطس 2019 | بطولة العالم الخامسة للصم | ساو باولو، البرازيل           | [ 9 ]         |
| 100 متر ظهر           | 1:04.93  |                         | لارس كوخمان                                                       | ألمانيا          | 28 أغسطس 2019 | بطولة العالم الخامسة للصم | ساو باولو، البرازيل           | [ 10 ]        |
| 200 متر ظهر           | 2:06.11  |                         | فلاديسلاف كريملياكوف                                              | أوكرانيا         | 15 أغسطس 2023 | بطولة العالم السادسة للصم | بوينس آيرس، الأرجنتين         | [ 11 ]        |
| 50 متر صدر            | 27.79    | رقم قياسي عالمي للصم    | ماركوس تيتوس                                                      | الولايات المتحدة | 7 أغسطس 2011  | بطولة العالم الثالثة للصم | قلمرية، البرتغال              | [ 3 ] [ 12 ]  |
| 100 متر صدر           | 1:00.59  |                         | ماركوس تيتوس                                                      | الولايات المتحدة | 18 أغسطس 2015 | بطولة العالم الرابعة للصم | سان أنطونيو، الولايات المتحدة |               |
| 200 متر صدر           | 2:16.77  | رقم قياسي عالمي للصم    | ماركوس تيتوس                                                      | الولايات المتحدة | 8 أغسطس 2011  | بطولة العالم الثالثة للصم | قلمرية، البرتغال              | [ 13 ] [ 14 ] |
| 50 متر فراشة          | 25.17    |                         | ماركوس تيتوس                                                      | الولايات المتحدة | 9 أغسطس 2011  | بطولة العالم الثالثة للصم | قلمرية، البرتغال              | [ 15 ] [ 16 ] |
| 100 متر فراشة         | 55.62    |                         | إيبارا ريوتارو                                                    | اليابان          | 18 أغسطس 2023 | بطولة العالم السادسة للصم | بوينس آيرس، الأرجنتين         | [ 17 ]        |
| 200 متر فراشة         | 2:01.71  | رقم قياسي عالمي للصم    | لوكا جيرمانو                                                      | إيطاليا          | 8 أغسطس 2011  | بطولة العالم الثالثة للصم | قلمرية، البرتغال              | [ 13 ] [ 18 ] |
| 200 متر فردي متنوع    | 2:05.40  |                         | إيبارا ريوتارو                                                    | اليابان          | 30 أغسطس 2019 | بطولة العالم الخامسة للصم | ساو باولو، البرازيل           | [ 19 ]        |
| 400 متر فردي متنوع    | 4:30.04  |                         | إيبارا ريوتارو                                                    | اليابان          | 26 أغسطس 2019 | بطولة العالم الخامسة للصم | ساو باولو، البرازيل           | [ 9 ]         |
| 4×100 متر حرة تتابع   | 3:28.63  |                         | - أندريه زيفاييف - إلياس ساريكين - فيتالي أوبوتين - ميرون دينيسون | روسيا            | 31 أغسطس 2019 | بطولة العالم الخامسة للصم | ساو باولو، البرازيل           | [ 8 ]         |
| 4×200 متر حرة تتابع   | 7:42.91  |                         | - ميرون دينيسون - فيتالي أوبوتين - أندريه زيفاييف - فيليب توريشني | روسيا            | 29 أغسطس 2019 | بطولة العالم الخامسة للصم | ساو باولو، البرازيل           | [ 20 ]        |
| 4×100 متر متنوع تتابع | 3:50.90  |                         | - إيغور زورافليف - مارتن فومين - إيليا ساريكين - ميرون دينيسون    | روسيا            | 27 أغسطس 2019 | بطولة العالم الخامسة للصم | ساو باولو، البرازيل           | [ 21 ]        |

## سيدات
| الحدث                 | الوقت    |                      | الاسم | البلد            | التاريخ       | اللقاء                    | الموقع                        | المرجع        |
| --------------------- | -------- | -------------------- | --- | ---------------- | ------------- | ------------------------- | ----------------------------- | ------------- |
| 50 متر حرة            | 26.29    |                      | أولغا كليوشنيكوفا                                                                                        | روسيا            | 27 أغسطس 2019 | بطولة العالم الخامسة للصم | ساو باولو، البرازيل           | [ 21 ]        |
| 100 متر حرة           | 58.05    |                      | غانا ليتفينينكو                                                                                          | أوكرانيا         | 15 أغسطس 2007 | بطولة العالم الثانية للصم | تايوان                        |               |
| 200 متر حرة           | 2:08.25  |                      | كارلي كرونك                                                                                              | الولايات المتحدة | 19 أغسطس 2023 | بطولة العالم السادسة للصم | بوينس آيرس، الأرجنتين         | [ 22 ]        |
| 400 متر حرة           | 4:31.16  |                      | كارلي كرونك                                                                                              | الولايات المتحدة | 14 أغسطس 2023 | بطولة العالم السادسة للصم | بوينس آيرس، الأرجنتين         | [ 23 ]        |
| 800 متر حرة           | 9:16.22  |                      | ريبيكا مايرز                                                                                             | الولايات المتحدة | 11 أغسطس 2011 | بطولة العالم الثالثة للصم | قلمرية، البرتغال              | [ 24 ] [ 25 ] |
| 1500 متر حرة          | 18:02.70 |                      | كارلي كرونك                                                                                              | الولايات المتحدة | 16 أغسطس 2023 | بطولة العالم السادسة للصم | بوينس آيرس، الأرجنتين         | [ 26 ]        |
| 50 متر ظهر            | 29.71    |                      | أولغا كليوشنيكوفا                                                                                        | روسيا            | 29 أغسطس 2019 | بطولة العالم الخامسة للصم | ساو باولو، البرازيل           | [ 20 ]        |
| 100 متر ظهر           | 1:04.93  |                      | أولغا كليوشنيكوفا                                                                                        | روسيا            | 31 أغسطس 2019 | بطولة العالم الخامسة للصم | ساو باولو، البرازيل           | [ 8 ]         |
| 200 متر ظهر           | 2:19.80  |                      | أولغا كليوشنيكوفا                                                                                        | روسيا            | 27 أغسطس 2019 | بطولة العالم الخامسة للصم | ساو باولو، البرازيل           | [ 21 ]        |
| 50 متر صدر            | 31.97    | رقم قياسي عالمي للصم | ماريا ريزيلو                                                                                             | أوكرانيا         | 28 أغسطس 2019 | بطولة العالم الخامسة للصم | ساو باولو، البرازيل           | [ 10 ]        |
| 100 متر صدر           | 1:11.53  | رقم قياسي عالمي للصم | أكسانا بيتروشينكا                                                                                        | روسيا البيضاء    | 20 أغسطس 2015 | بطولة العالم الرابعة للصم | سان أنطونيو، الولايات المتحدة | [ 27 ]        |
| 200 متر صدر           | 2:35.65  | رقم قياسي عالمي للصم | أكسانا بيتروشينكا                                                                                        | روسيا البيضاء    | 8 أغسطس 2011  | بطولة العالم الثالثة للصم | قلمرية، البرتغال              | [ 13 ] [ 28 ] |
| 50 متر فراشة          | 27.48    | رقم قياسي عالمي للصم | أولغا كليوشنيكوفا                                                                                        | روسيا            | 26 أغسطس 2019 | بطولة العالم الخامسة للصم | ساو باولو، البرازيل           | [ 9 ]         |
| 100 متر فراشة         | 1:02.28  |                      | كارلي كرونك                                                                                              | الولايات المتحدة | 14 أغسطس 2023 | بطولة العالم السادسة للصم | بوينس آيرس، الأرجنتين         | [ 29 ]        |
| 200 متر فراشة         | 2:19.57  |                      | كارلي كرونك                                                                                              | الولايات المتحدة | 17 أغسطس 2023 | بطولة العالم السادسة للصم | بوينس آيرس، الأرجنتين         | [ 30 ]        |
| 200 متر فردي متنوع    | 2:22.78  |                      | أكسانا بيتروشينكا                                                                                        | روسيا البيضاء    | 11 أغسطس 2011 | بطولة العالم الثالثة للصم | قلمرية، البرتغال              | [ 31 ]        |
| 400 متر فردي متنوع    | 5:00.96  | رقم قياسي عالمي للصم | بولينا بيلاالوفا                                                                                         | روسيا            | 29 أغسطس 2019 | بطولة العالم الخامسة للصم | ساو باولو، البرازيل           | [ 20 ]        |
| 4×100 متر حرة تتابع   | 4:01.90  |                      | - آنا توفستا (1:01.51) - فاليريا سيتنيكوفا (59.93) - إيرينا تيرشينكو (1:01.01) - غانا ليتفينينكو (59.45) | أوكرانيا         | 9 أغسطس 2011  | بطولة العالم الثالثة للصم | قلمرية، البرتغال              | [ 16 ] [ 32 ] |
| 4×200 متر حرة تتابع   | 8:49.55  |                      | - بيغي ليانغ (2:11.29) - كريستين أتيس (2:13.68) - سامانثا إلام (2:12.85) - ريبيكا مايرز (2:11.73)        | الولايات المتحدة | 12 أغسطس 2011 | بطولة العالم الثالثة للصم | قلمرية، البرتغال              | [ 33 ] [ 34 ] |
| 4×100 متر متنوع تتابع | 4:25.84  |                      | - أولغا كليوشنيكوفا - كريستينا شانياخمتوفا - بولينا بيلاالوفا - فيكتوريا تيرينتيفا                       | روسيا            | 30 أغسطس 2019 | بطولة العالم الخامسة للصم | ساو باولو، البرازيل           | [ 19 ]        |

## تتابع مختلط
| الحدث                 | الوقت   |  | الاسم                                                                  | البلد | التاريخ       | اللقاء                    | الموقع              | المرجع |
| --------------------- | ------- |  | ---------------------------------------------------------------------- | ----- | ------------- | ------------------------- | ------------------- | ------ |
| 4×100 متر حرة تتابع   | 3:42.89 |  | - فيتالي أوبوتين - مارك تروشن - ماريا كاربوفا - أولغا كليوشنيكوفا      | روسيا | 28 أغسطس 2019 | بطولة العالم الخامسة للصم | ساو باولو، البرازيل | [ 10 ] |
| 4×100 متر متنوع تتابع | 4:09.97 |  | - إيغور زورافليف - مارتن فومين - بولينا بيلاالوفا - فيكتوريا تيرينتيفا | روسيا | 31 أغسطس 2019 | بطولة العالم الخامسة للصم | ساو باولو، البرازيل | [ 8 ]  |